# Risby (Suffolk)
Risby is een civil parish in het Engelse graafschap Suffolk.